# Alfred Falter
Alfred Falter (ur. 25 lipca 1880 w Ropie, zm. 13 lipca 1954 w Nowym Jorku) – polski przedsiębiorca pochodzenia żydowskiego, menedżer i działacz gospodarczy okresu międzywojennego, armator.

## Życiorys
Syn Józefa i Honoraty z Dattnerów. Ukończył politechnikę w Wiedniu. Dyrektor naczelny, następnie prezes komandytariuszy Związku Kopalń Górnośląskich Robur w Katowicach, prezes towarzystwa Polskarob. Członek Rady Banku Polskiego (1924–1939). Członek zarządu Lewiatana. Prezes Centralnego Związku Przemysłu Polskiego w 1932 roku. Członek Rady Banku Handlowego S.A. (1932–1939), od 1935 wiceprezes Banku. Członek władz Górnośląskiej Konwencji Węglowej, Polskiej Konwencji Węglowej i Międzynarodowej Izby Handlowej. Wiceminister skarbu w rządzie Władysława Sikorskiego na uchodźstwie (1939–1940).
Delegat w Międzynarodowej Komisji Odszkodowań Wojennych, utworzonej na mocy traktatu wersalskiego, w 1922 ekspert gospodarczy w delegacji polskiej na konferencji genewskiej w sprawie Górnego Śląska. Pierwsze duże pieniądze zarobił na początku lat 20. XX w. podczas rozgraniczenia Górnego Śląska. W latach 1922–1932 we władzach Górnośląskiego Związku Przemysłowców Górniczo-Hutniczych. W latach 30., będąc u szczytu kariery, zarządzał kilkudziesięcioma przedsiębiorstwami reprezentującymi kapitał w wysokości ok. 350 mln zł. Falter inwestował przede wszystkim w przemysł węglowy i hutniczy. Był głównym udziałowcem i prezesem Związku Kopalń Górnośląskich Robur. Szukał jednak nowych pól inwestowania i pomnażania kapitału. 9 maja 1927 Robur podpisał umowę ze Skarbem Państwa, na mocy której dzierżawił plac i nabrzeże w Gdyni, będąc zwolnionym z podatku obrotowego oraz na pięć lat z podatku dochodowego. W zamian firma miała w ciągu dwóch lat uruchomić flotę o łącznej nośności nie mniejszej niż 15 000 BRT. Do obsługi eksportu i transportu węgla założono w listopadzie 1927 Polskarob – Polsko-Skandynawskie Towarzystwo Transportowe SA w Gdyni. Faktycznym właścicielem przedsiębiorstwa była berlińska firma Effco, należąca do Emmanuela Friedländera. Dyrektorem naczelnym został Alfred Falter. Falter wykupywał udziały w Effco i około 1936 stał się faktycznym właścicielem zarówno Polskarobu, jak i Robura. Flota Faltera składała się z siedmiu rudowęglowców noszących nazwę Robur z kolejnymi numerami. Masowce przewoziły węgiel koncernu Robur z Gdyni, przeważnie do portów skandynawskich i brytyjskich. W roku 1939 Falter poprzez spółki zależne przejął kontrolę nad Bankiem Handlowym S.A. W Warszawie kupował nieruchomości.
Po agresji III Rzeszy i ZSRR na Polskę znalazł się na uchodźstwie. 6 października 1939 wszedł w skład rządu Władysława Sikorskiego jako podsekretarz stanu w Ministerstwie Skarbu. 
III Rzesza próbowała przejąć statki Polskarob znajdujące się w neutralnych portach, jako własność Skarbu Państwa polskiego. Polskie Państwo Podziemne dostarczyło Falterowi dokumenty, dowodzące, że to on jest właścicielem Robura i dzięki temu udało się sprowadzić statki do Wielkiej Brytanii. Rządy państw neutralnych zwolniły statki jako prywatną własność Faltera. Brytyjczycy natychmiast je wyczarterowali, a Falter był największym podatnikiem rządu RP na uchodźstwie.
Od 1942 w Stanach Zjednoczonych, gdzie m.in. kierował przedsiębiorstwem A.Falter-armator. Eksploatował ocalałe z wojny statki Robur III (jako SS Chopin) oraz Robur V (jako SS Copernicus) do roku 1949.
Wraz z inż. Szymonem Landauem, budowniczym gmachu Prudentialu, pierwszego wieżowca w Warszawie, był współwłaścicielem dominującym (90% udziałów) Polskiego Country Clubu, właścicielem pierwszych pól golfowych w Warszawie i Powsinie. Od 1932 właściciel majątku ziemskiego Żydowo w Poznańskiem.
Jego żoną od 1921 była Wanda z Krasuskich.

## Ordery i odznaczenia
- Krzyż Komandorski Orderu Odrodzenia Polski (3 maja 1928)[5][6]
- Krzyż Oficerski Orderu Odrodzenia Polski (2 maja 1923)[7][8]